# Flumendosa
Der Flumendosa ist mit 122 km (hinter dem Tirso) der zweitlängste Fluss auf Sardinien. Er entspringt im südöstlichen Gennargentu-Gebirge und fließt zwischen Muravera und Villaputzu ins Meer. An dieser Flussmündung befand sich laut der Wegbeschreibung „Itinerarium Antonini“ aus dem 3. Jahrhundert v. Chr. der phönizische Ort „Sarcapos“ (römisch: „Saeprus“). Vermutlich hat von diesem Ort die heutige Region des Sarrabus ihren Namen. Diese antike Siedlung wird heute in der Regel mit dem Ort Villaputzu identifiziert.
Der Flumendosa hat den Sarrabus zum einen zu einer fruchtbaren Ebene gemacht, zum anderen aber auch bis 1949 zu einer der übelsten Malaria-Regionen der Insel. Erst durch Drainage zur Entwässerung der Sumpfgebiete und durch den Einsatz von Chemikalien konnte Abhilfe geschaffen werden. Durch die Anlage zweier Stauseen (Lago alto di Flumendosa und Lago del Flumendosa) in den 1950er Jahren konnte zudem die Überschwemmungsgefahr gebannt werden.